# Hernando (Mississippi)
Hernando is een plaats (city) in de Amerikaanse staat Mississippi, en valt bestuurlijk gezien onder DeSoto County.

## Demografie
Bij de volkstelling in 2000 werd het aantal inwoners vastgesteld op 6812.
In 2006 is het aantal inwoners door het United States Census Bureau geschat op 10.580, een stijging van 3768 (55.3%).

## Geografie
Volgens het United States Census Bureau beslaat de plaats een oppervlakte van
29,5 km², waarvan 29,3 km² land en 0,2 km² water. Hernando ligt op ongeveer 81 m boven zeeniveau.

## Plaatsen in de nabije omgeving
De onderstaande figuur toont nabijgelegen plaatsen in een straal van 20 km rond Hernando.